# Franck Doté
Franck Doté (15 dicembre 1975) è un ex calciatore togolese, di ruolo attaccante.

## Carriera

### Club
Ha giocato nella prima divisione del Gabon ed in quella del Libano.

### Nazionale
Ha debuttato in nazionale nel 1996. Ha partecipato, con la nazionale, alla Coppa d'Africa 1998 e alla Coppa d'Africa 2000.